# Tricky (Festival)
tricky ist ein jährlich in Flensburg stattfindendes internationales Animationsfilm-Festival der Flensburger Fachhochschule. Studierende, Hochschulabsolventen und Schüler sind aufgerufen, ihre Animationsfilme zum Wettbewerb einzureichen. Es können computeranimierte 2D-, 3D- und Stopmotion-Animationen (Claymotion/Knetanimation) eingereicht werden.
Die Veranstaltung soll einen Überblick über die Trickfilmkultur bieten und zur kreativen Auseinandersetzung mit Animationstechniken anregen. Neben Präsentationen der Animationsfilme sind die Begegnung und der Austausch unter den Filmemachern und zwischen Filmemachern und Publikum ein Merkmal für die Qualität des Filmfestivals.
Im September 2005 fand tricky erstmals im Rahmen der Flensburger Kurzfilmtage statt, seit 2007 ist es fester Bestandteil. Die Organisation wird regelmäßig von Studierenden des Studiengangs Medieninformatik der FH Flensburg übernommen.